# 早来雪だるま郵便局
早来雪だるま郵便局（はやきたゆきだるまゆうびんきょく）は、北海道勇払郡安平町にある郵便局である。民営化前の分類では集配普通郵便局であった。

## 概要
雪だるま小包の発祥となった郵便局であるため、庁舎の屋根や庁舎内のあちこちに雪だるまが設置されている。また、庁舎の前には雪だるまの口にあたる部分が差出口となった雪ダルマ型のポストが設置されている。屋根に設置された雪だるまは2005年（平成17年）12月に早来町の特別町民として登録され、安平町発足後も引き継がれている「安平町民」である。町では2006年（平成18年）から毎年8月8日から8月末にかけて期間限定で雪だるまの特別住民票を特別交付している。

## 沿革
- 1896年（明治29年）10月16日 - 早来38番地に三等郵便局早来郵便局として開局[2][5]。
- 1897年（明治30年）4月20日 - 郵便為替および貯金業務を開始[6][7]。
- 1899年（明治32年） - 小包郵便業務を開始[6]。
- 1907年（明治40年）4月1日 - 早来55番地に移転する[6]。
  - 4月6日 - 電話通話事務を開始[6][8]。
  - 6月13日 - 電話交換業務を開始[9]。
  - 12月 - 電信事務を開始[6][10]。
- 1909年（明治42年）8月12日 - 廃止された早来電信取扱所の業務を引き継ぎ電信取扱を開始する[11]。
- 1920年（大正9年）10月14日 - 再び早来38番地に移転する[6]。
- 1930年（昭和5年）8月 - 局舎を移転する[6]。
- 1963年（昭和38年）2月20日 - 遠浅地区の電話交換業務を併合[6]。
- 1964年（昭和39年）11月20日 - 安平地区の電話交換業務を併合[6]。
- 1969年（昭和44年）6月20日 - 早来電報電話局の開局により電話交換業務を廃止[6]。
- 1972年（昭和47年）9月1日 - 大町98番地に局舎を移転する[12]。
- 1986年（昭和61年）6月16日 - 風景印の使用開始[12]。
- 1993年（平成5年） - 現在の庁舎に建て替わる[2]。
- 1996年（平成8年）10月8日 - 敷地内に「雪ダルマ郵便小包発祥の地碑」が建立される[13]。
- 1997年（平成9年）7月1日 - 早来雪だるま郵便局に改称[14]。
- 2005年（平成17年）12月8日 - 庁舎の屋根に設置された雪だるまに構造物としては日本で初めて特別住民票が交付される[2][15]。
- 2016年（平成28年） - 雪だるま小包発送開始30周年と町の合併10周年を記念して「雪ダルマ郵便小包発祥の地碑」が赤色に塗り替えられる[16]。

## 風景印
雪だるまの中に馬、スピードスケート、樽前山が配置されている。

## 周辺
- 早来神社

## アクセス
- 室蘭本線早来駅から900m